# Teodoro Ascidas
Teodoro Ascidas (em grego: Θεόδωρος Ασκίδας; romaniz.: Theódoros Askídas; em latim: Theodorus Ascidas; m. 558) foi um monge, teólogo e arcebispo de Cesareia Mázaca do Império Bizantino do século VI. Foi muito ativo nas disputas teológicas de seu tempo.

## Vida
Teodoro Ascidas nasceu em data e local incertos. Como monge, era porta-voz dos monges e teólogos ortodoxos do Oriente que haviam aderido à doutrina do teólogo Orígenes. Com a ajuda do escritor Leôncio Escolástico, Teodoro tentou reconciliar as facções teológicas em conflito mesmo após os concílios gerais do Éfeso (431) e Calcedônia (451). Em 537, o imperador Justiniano I (r. 527–565) nomeou-o como bispo de Cesareia e o convidou a elaborar uma fórmula que fosse satisfatória às partes conflitantes. Cerca de 543, Teodoro e Leôncio começaram a criticar escritos proeminentes antioquenos, particularmente os de Teodoro de Mopsuéstia devido a suas ligações com o herege Nestório e com os antiorigenistas. Em Constantinopla, representou o partido origenista, porém os antiorigenistas (entre eles Menas de Constantinopla) adquiriram grande influência que refletiu-se num édito imperial promulgado por Justiniano em 543 no qual se repudiava os ensinos origenistas.
Em 544, Teodoro convenceu Justiniano a decretar contra os Três Capítulos (escritos de Teodoro de Mopsuéstia, Teodoreto e uma carta de Ibas de Edessa) afirmando que conseguiria o apoio dos patriarcas orientais. O papa Vigílio inicialmente se opôs a tal medida, o que o levou a Constantinopla em 547, no entanto, devido à pressão do partido imperial, foi forçado a ceder. Tal atitude provocou repúdio de muitos bispos ocidentais. Vigílio, então, excomunga Teodoro e seu círculo de prelados. Antes da abertura do Segundo Concílio de Constantinopla em 553, Teodoro redimiu-se com o papa e retirou sua oposição aos três capítulos. Ele e Leôncio apresentaram uma fórmula conciliatória, a enhypostasia, mas seu esforço não surtiu efeito e, além de haver a condenação aos Três Capítulos, o origenismo também foi condenado. Teodoro faleceu em 558, quiçá em Constantinopla.